# خوسيه ليون ساندوفال
خوسيه ليون ساندوفال (بالإسبانية: José León Sandoval)‏ (و. 1789 – 1854 م) هو سياسي من نيكاراغوا .